# Multilayer switch
En Multilayer Switch (MLS) er et stykke netudstyr, der kan switche på OSI lag 2 ligesom en switch – og herudover kan den udføre nogle ekstra funktioner på højere OSI lag.

## MultiLayer Switch (MLS) – OSI lag 3 og/eller 4
En Multilayer Switch (MLS) kan prioritere pakker via de 6 bits i IP DSCP (Differentiated Services CodePoint). Disse 6 bits blev i "gamle dage" anvendt til Type of Service (ToS). 
Følgende 4 afbildninger er normalt mulige i en MLS:
- Fra OSI lag 2, 3 og 4 til IP DSCP (hvis IP pakke) og/eller VLAN IEEE 802.1p.
- Fra VLAN IEEE 802.1p til IP DSCP.
- Fra IP DSCP til VLAN IEEE 802.1p.
- Fra VLAN IEEE 802.1p til port kø.

Mange MLS implementerer QoS Differentiated Services og/eller Integrated Services i hardware. 
Nogle MLS kan også udføre egentlig routing mellem VLAN og/eller porte ligesom en router. Routingen sker normalt ligeså hurtigt som switching (eng. wirespeed).

## Lag 7 switch, web-switch, content-switch
Der findes switche, der arbejder op til OSI lag 7, de kaldes layer 7 switche, content-switche eller web-switche.
En af deres anvendelser er at lave load-balancing mellem flere HTTP, HTTPS og/eller VPN servere. Load-balancing kan virke ved hjælp af DNAT. Faktisk kan nogle layer 7 switche lave wirespeed SNAT.

### Lag 7 firewall/traffic shaper
- Freeware, open source: Linux firewall-program: netfilter/iptables project homepage. The netfilter/iptables project. Kernet 2.6 iptables er en firewall med udvidelig NAT protokolunderstøttelse.
  - Application Layer Packet Classifier for Linux Citat: "...This is a classifier for the Linux kernel's Netfilter subsystem that identifies packets based on application layer data (OSI layer 7). This means that it can classify packets as HTTP, FTP, Gnucleus, eDonkey2000, etc, regardless of port. Our classifier complements existing ones that match on route, port numbers and so on..."